# Rockstar (Dolly Parton)
Rockstar è il cinquantesimo album in studio della cantante statunitense Dolly Parton, pubblicato il 17 novembre 2023 da Butterfly Records e Big Machine Records. Distaccandosi dal tipico sound country dell'artista, il disco è un album rock.

## Il disco
Si tratta di un progetto collaborativo che vede l'artista cimentarsi nel rock con diversi musicisti di questo genere.

## Tracce
1. Rockstar (feat. Richie Sambora) – 4:36 (Dolly Parton)
2. World on Fire – 4:21 (Parton)
3. Every Breath You Take (feat. Sting) – 4:22 (Gordon Sumner)
4. Open Arms (feat. Steve Perry) – 3:16 (Jonathan Cain, Steve Perry)
5. Magic Man (Carl version) (feat. Ann Wilson & Howard Leese) – 5:02 (Ann Wilson, Nancy Wilson)
6. Long As I Can See the Light (feat. John Fogerty) – 4:11 (John Fogerty)
7. Either Or (feat. Kid Rock) – 4:20 (Parton, Kent Wells)
8. I Want You Back (feat. Steven Tyler & Warren Haynes) – 5:03 (Parton, Wells)
9. What Has Rock and Roll Ever Done for You (feat. Stevie Nicks & Waddy Wachtel) – 5:01 (Jennifer Condos, Kevin Dukes, Stevie Nicks)
10. Purple Rain – 7:51 (Prince Nelson)
11. Baby, I Love Your Way (feat. Peter Frampton) – 4:58 (Peter Frampton)
12. I Hate Myself for Loving You (feat. Joan Jett and the Blackhearts) – 4:07 (Desmond Child, Joan Jett)
13. Night Moves (feat. Chris Stapleton) – 5:39 (Bob Seger)
14. Wrecking Ball (feat. Miley Cyrus) – 3:55 (Lukasz Gottwald, Kiyanu Kim, Maureen McDonald, Stephan Moccio, Sacha Skarbek, Henry Walter)
15. (I Can't Get No) Satisfaction (feat. Pink & Brandi Carlile) – 3:53 (Mick Jagger, Keith Richards)
16. Keep On Loving You (feat. Kevin Cronin) – 3:26 (Kevin Cronin)
17. Heart of Glass (feat. Debbie Harry) – 3:41 (Debbie Harry, Chris Stein)
18. Don't Let the Sun Go Down on Me (feat. Elton John) – 5:42 (Elton John, Bernie Taupin)
19. Tried to Rock and Roll Me (feat. Melissa Etheridge) – 3:49 (Parton, Wells)
20. Stairway to Heaven (feat. Lizzo) – 7:48 (Jimmy Page, Robert Plant)
21. We Are the Champions / We Will Rock You – 3:51 (Freddie Mercury, Brian May)
22. Bygones (feat. Rob Halford, Nikki Sixx & John 5) – 3:59 (Parton, Wells)
23. My Blue Tears (feat. Simon Le Bon) – 4:03 (Parton)
24. What's Up? (feat. Linda Perry) – 4:38 (Linda Perry)
25. You're No Good (feat. Emmylou Harris & Sheryl Crow) – 3:14 (Clint Ballard Jr.)
26. Heartbreaker (feat. Pat Benatar & Neil Giraldo) – 3:39 (Geoff Gill, Cliff Wade)
27. Bittersweet (feat. Michael McDonald) – 4:03 (Parton)
28. I Dreamed About Elvis (feat. Ronnie McDowell & The Jordanaires) – 3:38 (Parton)
29. Let It Be (feat. Paul McCartney, Ringo Starr, Peter Frampton & Mick Fleetwood) – 4:27 (John Lennon, McCartney)
30. Free Bird (feat. Lynyrd Skynyrd & Artimus Pyle Band) – 10:45 (Allen Collins, Ronnie Van Zant)

- Tracce Bonus - Versione Esclusiva Download

1. Two Tickets to Paradise (Eddie Money)
2. Jolene (feat. Måneskin) (Parton)

- Tracce Bonus - HSN Edizione Limitata

1. Hit Me with Your Best Shot (Eddie Schwartz)
2. Mama Never Said (Parton)
3. Rockin' It (live) (Parton)

- Tracce Bonus - Edizione Vols

1. Rocky Top (live) (Felice and Boudleaux Bryant)

## Formazione
- Dolly Parton – voce
- Kent Wells – chitarra acustica (tracce 1–3, 5, 6, 10, 13, 16, 19, 23, 24, 27, 28, 30), cori (2, 3, 6, 10–12, 15, 16, 22, 24), programmazione (2), chitarra elettrica (3, 8, 16, 18, 20, 22, 25, 28), percussioni (5, 16–18, 27, 28), battimani (15), cori (22)
- Christine Winslow – cori (1, 3, 5–7, 11, 12, 14–17, 19, 22, 24–26, 30), voce (1), battimani (15)
- Richard Dennison – voce (1), cori (2, 10, 13, 18, 20, 21, 23, 27, 29)
- Gary Lunn – basso (1, 2, 6, 8–10, 13–17, 19–26, 29)
- Nir Z – batteria (1, 2, 4, 9–14, 16, 17, 20–22, 24, 26), percussioni (2, 16, 17, 29)
- Jerry McPherson – chitarra elettrica (1, 2, 5, 6, 8–10, 12–27, 29)
- Rob McNelley – chitarra elettrica (1, 2, 5, 8–10, 12–15, 18–23, 25, 27, 29)
- Dane Bryant – organo Hammond (1, 2, 6, 9, 13, 17, 18, 24), sintetizzatore (2, 12, 14, 17, 22, 27), strumenti a corda (2, 14, 20–22, 29), synth pads (5), piano (13, 20), tastiera (16, 26, 28), Moog basso (20); clavicembalo, Mellotron, timpano (21); organo Wurlitzer (29)
- Mike Rojas – organo Wurlitzer (1, 17, 18, 24, 27), piano (2, 5, 6, 14, 18, 21, 22, 27), Mellotron (2), tastiera (3, 4, 7, 8, 10, 15, 19, 23, 25), organo Hammond (12, 29), sintetizzatore (17); batteria elettronica, corno francese, percussioni (18); fisarmonica (23, 24)
- Richie Sambora – cori, chitarra elettrica (1)
- Rachel Edge – cori (2, 6, 11, 12, 14, 26), voce (22)
- Jennifer O'Brien – cori (2, 10, 13, 18, 20, 21, 23, 27, 29)
- Vicki Hampton – cori (2, 10, 13, 18, 20, 21, 23, 27, 29)
- Joel McKenney – cori (2), piano (3), voce (22)
- Jimmy Mattingly – violoncello, viola, violino (2, 20–22, 29)
- Alex Wells – cori (2), voce (22)
- Cody Howell – cori (2), voce (22)
- Emily Blackbird – cori (2), voce (22)
- Ethan Kuntz – cori (2), voce (22)
- Hunter Garrett – cori (2), voce (22)
- Kat Elfman – cori (2), voce (22)
- Kevin Willis – cori (2), voce (22)
- Olivia Steele – cori (2), voce (22)
- Scott Bass – cori (2), voce (22)
- Stephanie Howell – cori (2), voce (22)
- Mark Needham – programmazione (2, 21)
- Jimmy Lee Sloas – basso (3, 4, 7, 12)
- Jerry Roe – batteria (3, 7), percussioni (3)
- Derek Wells – chitarra elettrica (3, 7)
- Kim Keys – cori (4, 7, 8, 17, 19, 25, 30)
- Chris Rodriguez – cori (4, 8)
- Miles McPherson – batteria (5, 6, 8, 15, 18, 19, 23, 27), percussioni (23, 27)
- Steve Mackey – basso (5, 11, 18, 27)
- Howard Leese – chitarra acustica, chitarra elettrica (5)
- Mark Douthit – sassofono (6), arrangiamento corni (9)
- Adam Shoenfeld – chitarra elettrica (6)
- Shane Fogerty – chitarra elettrica (6)
- Jim Hoke – arrangiamento corni (7, 8, 18, 28), sassofono (7, 18, 28), corni (8), fischio (23), tromba (28)
- Mica Roberts – cori (7, 30)
- Emmanuel Echem – tromba (7)
- Warren Haynes – chitarra elettrica (8)
- Waddy Wachtel – chitarra elettrica (9)
- Adam Lester – chitarra acustica (11)
- Peter Frampton – chitarra elettrica (11, 29), chitarra acustica (11)
- Rob Arthur – tastiera (11)
- Beef – battimani (12)
- Joan Jett – battimani, chitarra elettrica (12)
- Annie DiBlasi – battimani (12)
- Dougie Needles – battimani, chitarra elettrica (12)
- Joe Vannelli – organo Hammond (16)
- Jennifer Kummer – corno francese (18)
- Patrick Walle – corno francese (18)
- Roland Barber – trombone (18)
- Josh Scalf – trombone (18)
- John Hinchey – trombone (18)
- Melissa Etheridge – chitarra acustica, chitarra elettrica (19)
- Lizzo – flauto traverso (20)
- Kyle Dickinson – programmazione (21)
- Nikki Sixx – basso (22)
- John 5 – chitarra elettrica (22)
- Linda Perry – chitarra acustica (24)
- Doug Wilson – tromba (25)
- Neil Giraldo – chitarra elettrica (26)
- Ronnie McDowell – voce (28)
- The Jordainaires – cori (28)
- Jack Gavin – batteria (28)
- Jay Weaver – contrabbasso (28)
- Ringo Starr – batteria (29)
- Paul McCartney – piano (29)
- Artimus Pyle – batteria (30)
- Jerry Lyda – chitarra elettrica (30)
- Scott Raines – chitarra elettrica (30)
- Brad Durden – tastiera (30)